# Phalanger alexandrae
El Phalanger alexandrae es una especie de marsupial de la familia Phalangeridae. Es endémico de la isla Gebe Umera, en la provincia, de Molucas Septentrional, en Indonesia, donde viven, en zonas elevadas, de unos 300 m sobre el nivel del mar.